# バガヴァッド・ギーター あるがままの詩
『バガヴァッド・ギーター あるがままの詩』（Bhagavad-Gītā As It Is）とはA・C・バクティヴェーダンタ・スワミ・プラブパーダによる『バガヴァッド・ギーター』の翻訳と注解である。同人物が興したクリシュナ意識国際協会（ISKCON）で重視される。最初の版は1968年にMacmillan Publishersから刊行され、次いで無削除版が1972年に出版された。
特徴として、「世界」を意味するローカ（लोक、loka）が惑星系（the planetary systems）と訳され、ISKCONの信仰におけるキーワードである「クリシュナ意識」（Kṛṣṇa consciousness）が訳文中にも登場している。
原書は英語だが、現在ではアラビア語、イタリア語、オリヤー語、カンナダ語、グジャラート語、クロアチア語、スウェーデン語、スペイン語、スロバキア語、タミル語、中国語、チェコ語、テルグ語、ドイツ語、日本語、ハンガリー語、ヒンディー語、フランス語、ヘブライ語、ペルシャ語、ベンガル語、ポーランド語、ポルトガル語、マラヤーラム語、ラトビア語、ロシア語（以上50音順）など合計58言語のバージョンが存在する。
英語版は一般流通に乗っているが、日本語版はそうではなく、日本支部からの通販もされていない。

## 参照
1. ↑  Maheswar Neog Professor Maheswar Neog Felicitation Volume (1990)
2. ↑  Bhaktivedanta Swami, A. C. (1968). The Bhagavad-gita As It Is, first edition. New York: Macmillan
3. ↑  ISKCONの世界観では「高位惑星系スワルガローカ」「中位惑星系マルテャローカ」「低位惑星系パーターラローカ」という惑星系が存在する（『主バガヴァーン クリシュナ』はしがき）
4. ↑  2章65節、2章66節、3章26節、3章43節、4章24節